# 金日成競技場
金日成競技場（朝鲜语：／）是位於朝鲜平壤直轄市中區域牡丹峰脚下的體育場。原名箕林里公设运动场（朝鲜语：／）。金日成1945年10月14日在这里和平壤市民会晤，进行了凯旋祖国演说。朝鲜战争时期被美军轰炸，大部分建筑遭到毁坏。1969年重建，稱「牡丹峰競技場」。1982年4月逢金日成誕辰70週年翻新時改稱現名。
总建筑面积14万多平方米，运动场面积有2万多平方米。观众席有3层，容纳能力为10万人，共有38个出入口，其中一层有6个，2层和3层各有16个。主要用作足球比賽場地，以及一年一度的大型阿里郎節團體操（The Grand Mass Gymnastics and Artistic Performance Arirang）。平壤马拉松的起点和终点也设置在这里。

## 照片

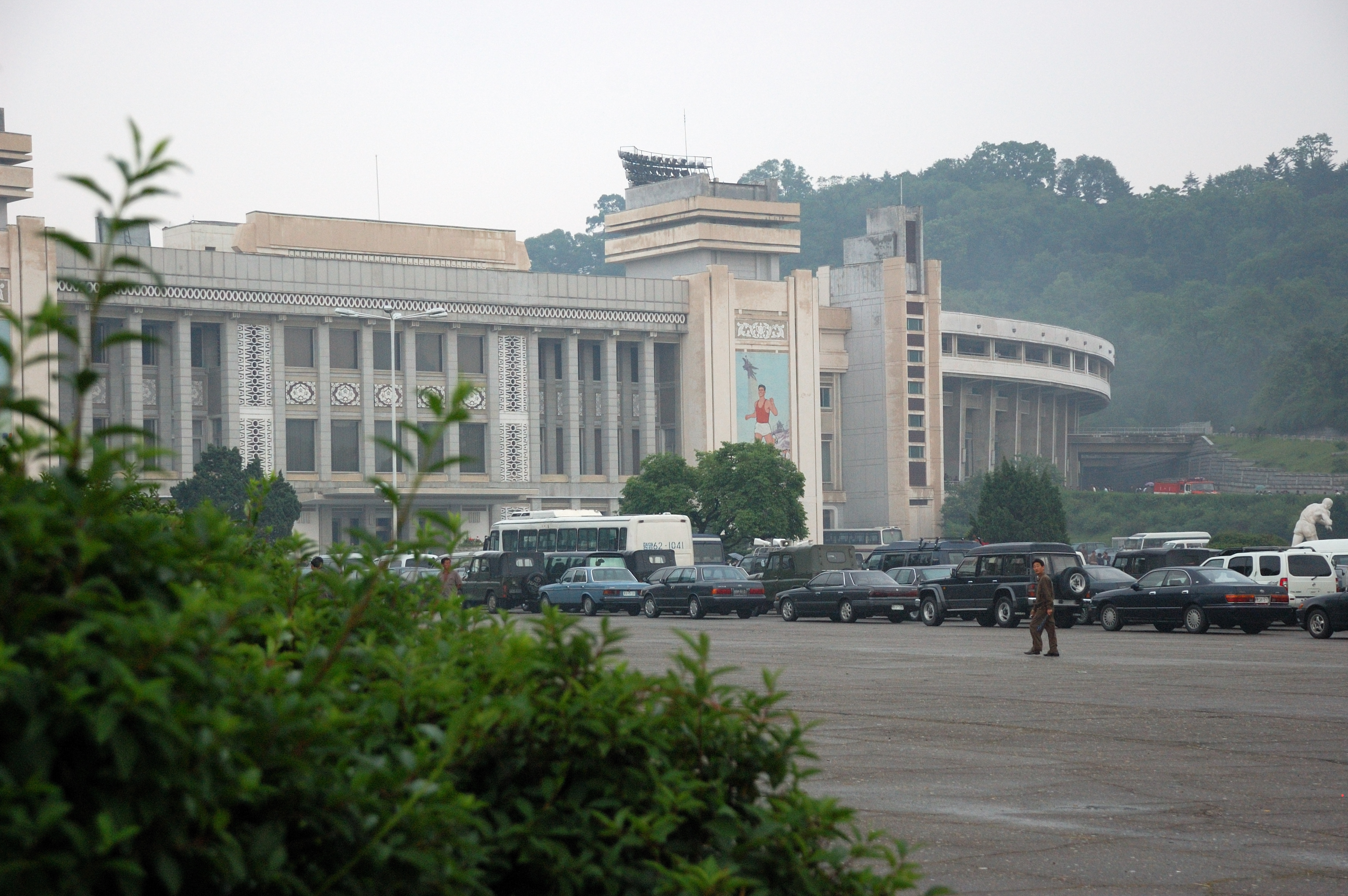
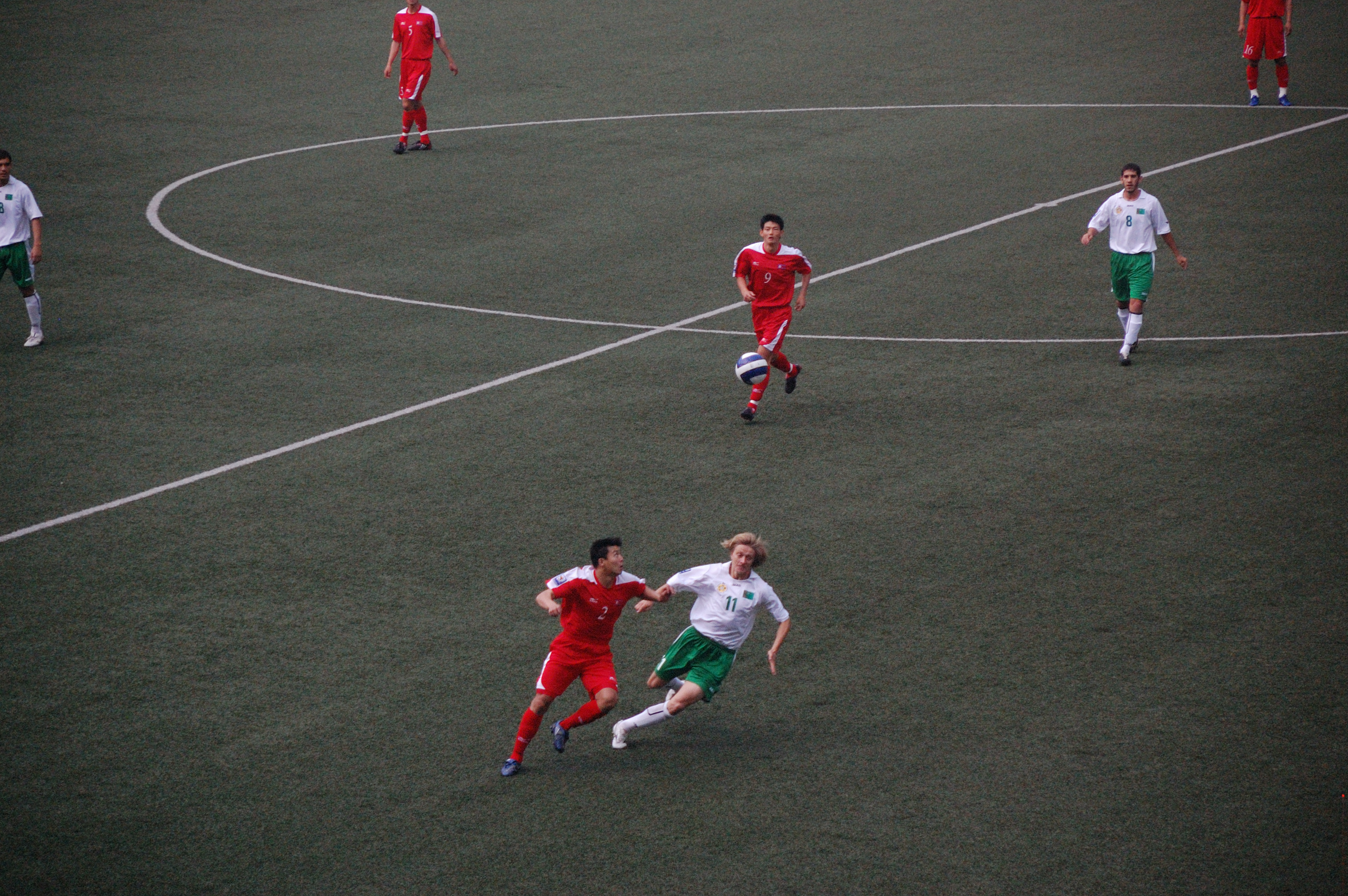
朝鲜队VS土库曼斯坦队
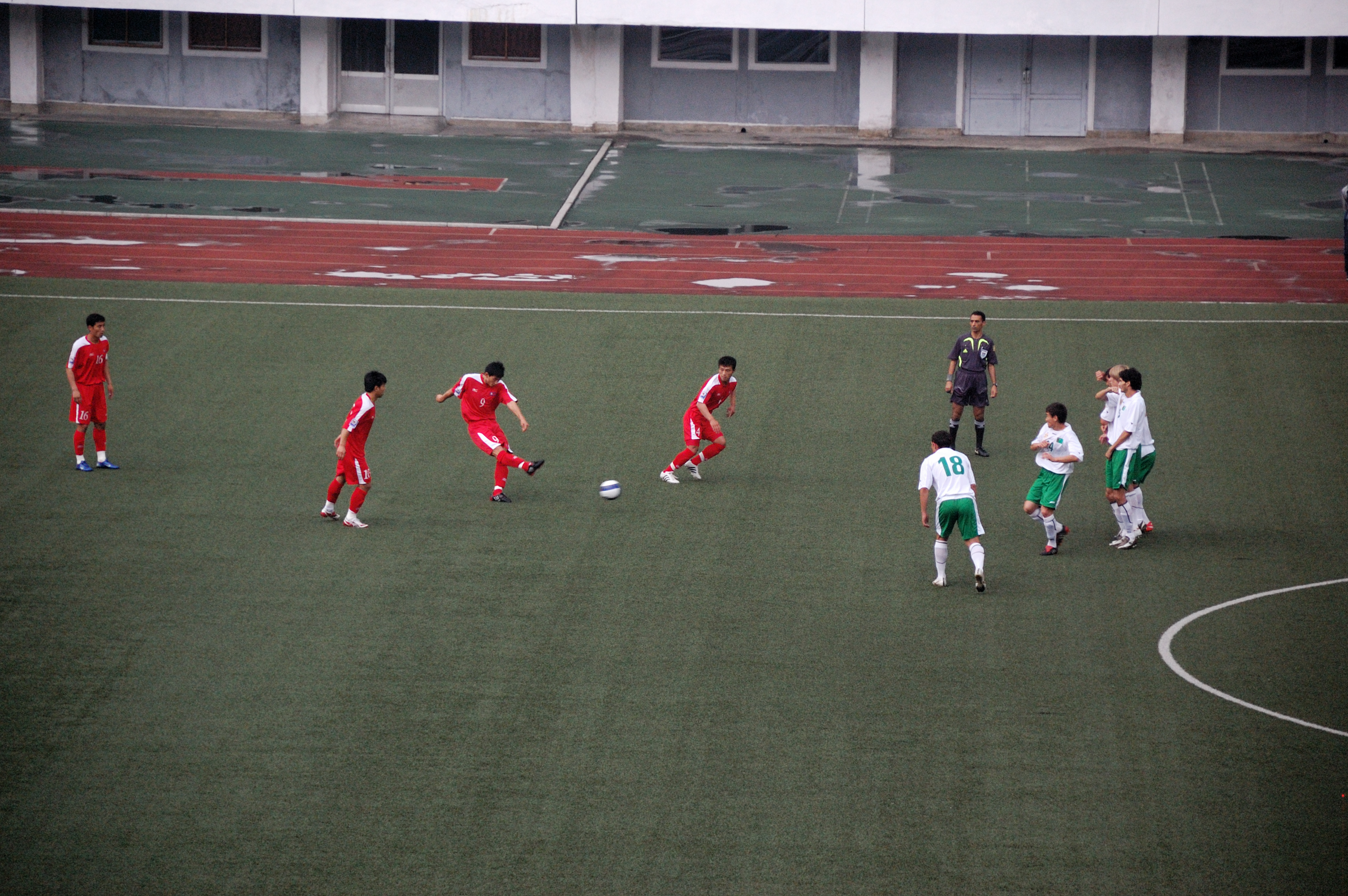
朝鲜队VS土库曼斯坦队
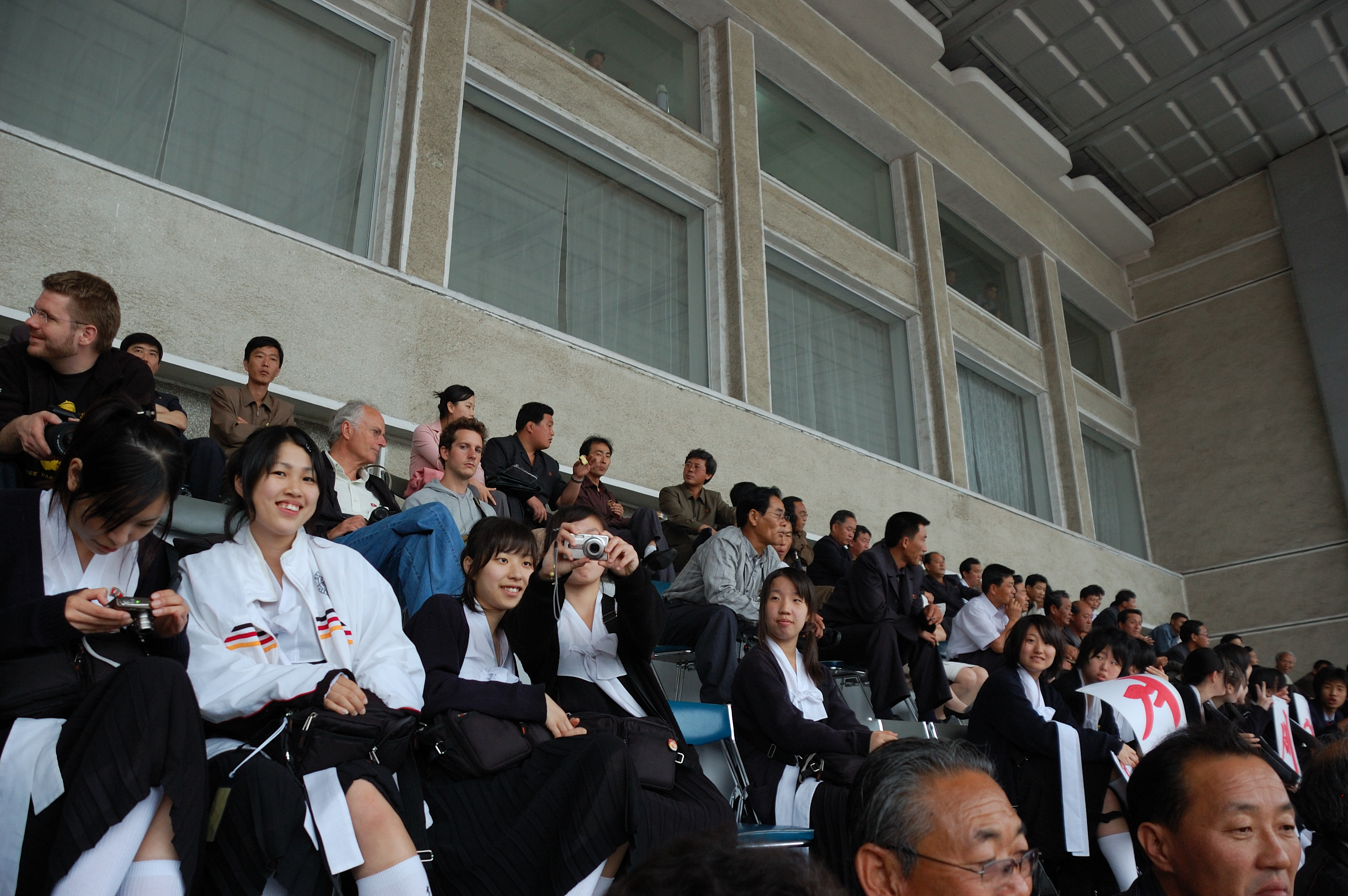
朝鲜队VS土库曼斯坦队 球迷
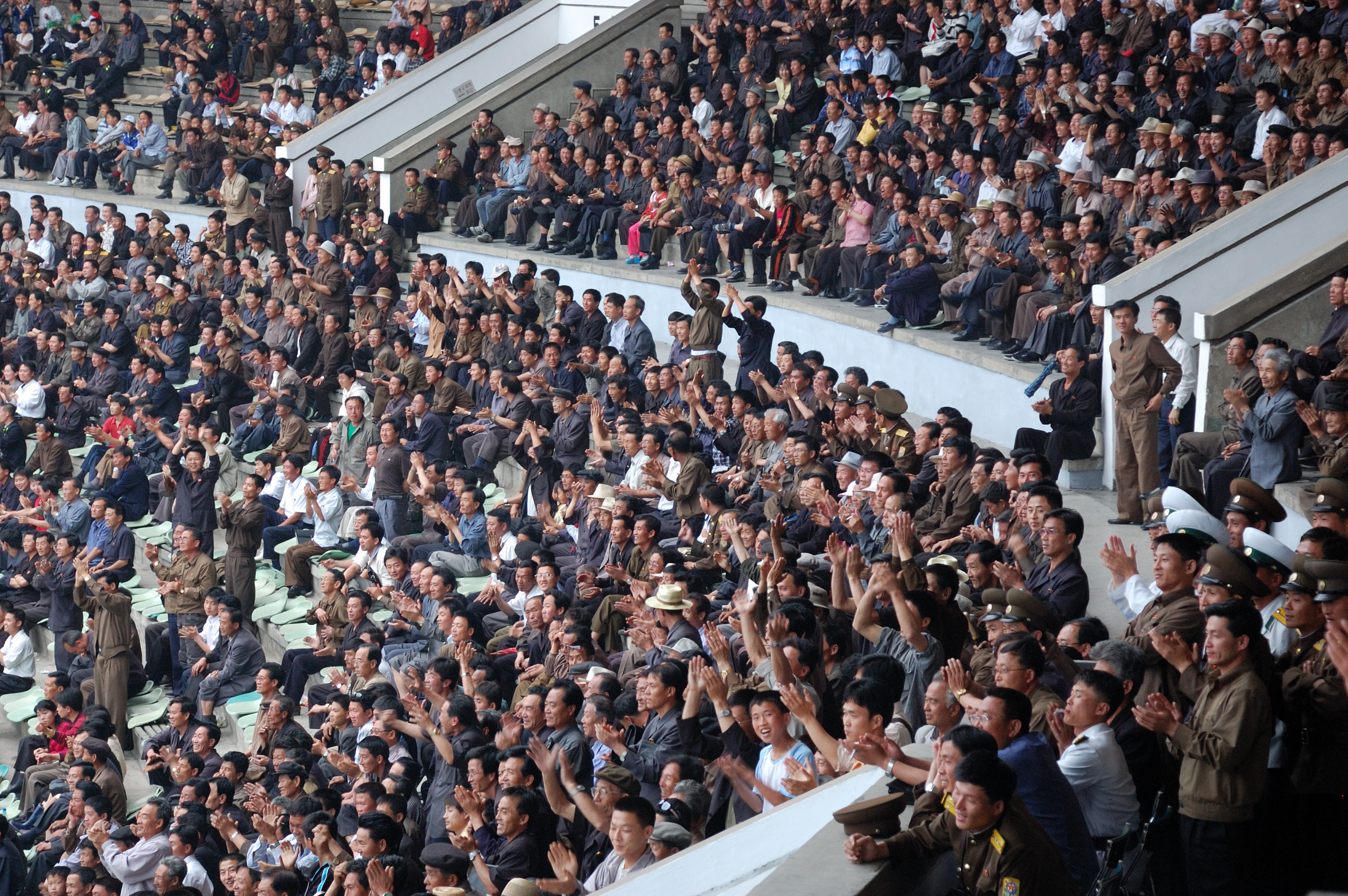
朝鲜队VS土库曼斯坦队 球迷

## 外部連結
- 金日成競技場圖集 （页面存档备份，存于）
- 金日成体育场[永久]

39°2′37.4″N 125°45′27.7″E / 39.043722°N 125.757694°E